# President de Portugal

Estendard del President de Portugal

El President de Portugal o President de la República Portuguesa (portuguès: Presidente da República Portuguesa) és el cap d'estat de Portugal.

## Presidents de la Primera República (1910-1926)
| No. | Nom                                                                | Inici                  | Fi                     | Partit |
| --- | ------------------------------------------------------------------ | ---------------------- | ---------------------- | ------ |
| —   | Joaquim Teófilo Fernandes Braga (President del Govern Provisional) | 5 d'octubre de 1910    | 24 d'agost de 1911     | PRP    |
| 1.  | Manuel José de Arriaga Brum da Silveira e Peyrelongue              | 24 d'agost de 1911     | 25 de maig de 1915     | PDP    |
| 2.  | Joaquim Teófilo Fernandes Braga                                    | 25 de maig de 1915     | 5 d'agost de 1915      | PDP    |
| 3.  | Bernadino Luís Machado Guimarães (Primer mandat)                   | 5 d'agost de 1915      | 5 de desembre de 1918  | PDP    |
| 4.  | Sidónio Bernadino Cardoso da Silva Pais                            | 5 de desembre de 1918  | 14 de desembre de 1918 | PNRP   |
| 5.  | João do Canto e Castro Silva Antunes Júnior                        | 14 de desembre de 1918 | 5 d'octubre de 1919    | PNRP   |
| 6.  | Antonio José de Almeida                                            | 5 d'octubre de 1919    | 5 d'octubre de 1923    | PLRP   |
| 7.  | Manuel Teixeira Gomes                                              | 5 d'octubre de 1923    | 11 de desembre de 1925 | PDP    |
| 8.  | Bernadino Luís Machado Guimarães (Segon mandat)                    | 11 de desembre de 1925 | 31 de maig de 1926     | PDP    |

## Presidents de laDitadura Nacional(Dictadura Nacional) (1926-1932)
| No.      | Nom                               | Inici               | Fi                  | Partit |
| -------- | --------------------------------- | ------------------- | ------------------- | ------ |
| 9. (1.)  | José Mendes Cabeçadas Júnior      | 31 de maig de 1926  | 17 de juny de 1926  | Cap    |
| 10. (2.) | Manuel de Oliveira Gomes da Costa | 17 de juny de 1926  | 9 de juliol de 1926 | Cap    |
| 11. (3.) | António Óscar de Fragoso Carmona  | 9 de juliol de 1926 | 5 de juliol de 1932 | UNP    |

## Presidents de la Segona República o "Estado Novo" ("Nou Estat", 1932-1974)
| No.      | Nom                                  | Inici                | Fi                   | Partit |
| -------- | ------------------------------------ | -------------------- | -------------------- | ------ |
| 11. (1.) | António Óscar de Fragoso Carmona     | 5 de juliol de 1932  | 18 d'abril de 1951   | UNP    |
| —        | António de Oliveira Salazar (Interí) | 18 d'abril de 1951   | 21 de juliol de 1951 | UNP    |
| 12. (2.) | Francisco Higinio Craveiro Lopes     | 21 de juliol de 1951 | 9 d'agost de 1958    | UNP    |
| 13. (3.) | Américo de Deus Rodrigues Tomás      | 9 d'agost de 1958    | 25 d'abril de 1974   | UNP    |

## Presidents de la Tercera República (1974-actualitat)
| #        | Nom                                  | Imatge                      | Inici                  | Fi                     | Partit |
| -------- | ------------------------------------ | --------------------------- | ---------------------- | ---------------------- | ------ |
| 14. (1.) | António Sebastião Ribeiro de Spínola |                             | 25 d'abril de 1974     | 30 de setembre de 1974 | cap    |
| 15. (2.) | Francisco da Costa Gomes             | Sense imatge                | 30 de setembre de 1974 | 13 de juliol de 1976   | cap    |
| 16. (3.) | António dos Santos Ramalho Eanes     | António Ramalho Eanes       | 13 de juliol de 1976   | 9 de març de 1986      | PRDP   |
| 17. (4.) | Mário Alberto Nobre Lopes Soares     | Mário Soares                | 9 de març de 1986      | 9 de març de 1996      | PS     |
| 18. (5.) | Jorge Fernando Branco de Sampaio     | Jorge Sampaio               | 9 de març de 1996      | 9 de març de 2006      | PS     |
| 19. (6.) | Aníbal Antonio Cavaco Silva          | Aníbal Antonio Cavaco Silva | 9 de març de 2006      | 9 de març de 2016      | PSD    |
| 20. (7.) | Marcelo Nuno Duarte Rebelo de Sousa  | Marcelo Rebelo de Sousa     | 9 de març de 2016      | actualitat             | PSD    |